# Ranger (rollespil)
Ranger er en arketype indenfor fantasy og rollespilsgenren.
Ranger er et engelsk ord, uden dansk pendant. Indenfor fantasy og rollespil, betegner "ranger" en form for jæger, spejder og sporfinder med særlig tilknytning til naturen. "Ranger" blev første gang introduceret til rollespil i 1978 med udgivelsen af "Players Handbook", én af grundbøgerne til Advanced Dungeons & Dragons (AD&D).

## Dungeons & Dragons
I bordrollespillet Dungeons & Dragons, optræder ranger som en profession man kan vælge som spilkarakter, en underprofession (sub-class) af kriger-professionen. Kun mennesker, elvere og halv-elvere kan vælge ranger professionen og de skal have et godt alignment. I AD&D har rangers særlige evner indenfor sporfinding, overlevelse i naturen, hejk, træarbejde, spionage og infiltrering. Udover deres kriger evner har rangers også begrænsede magiske evner og kan på højere niveauer anvende druide og magiker spells. I kampsituationer er rangers særligt gode til overraskelsesangreb (surprise) og er gode til at slås mod kæmper. Med AD&D 2e fik ranger professionen andre og flere evner, heriblandt empatiske evner med dyr, hvilket gør en ranger i stand til at træne eller ændre dyrs adfærd. På højt niveau tiltrækker rangers også følgesvende, hvilket nu kan være både dyr, mennesker og fantasivæsner. De magiske evner blev desuden ændret fra druide og magiker magi til præste magi.

## Kendte "rangers"
Kendte rangers fra mytologien, historien og fantasygenren, inkluderer blandt andet:
- Aragorn og Dúnedain fra Ringenes Herre
- Robin Hood[2]
- Jack the Giant Killer, en karakter fra den engelske legende og eventyr af samme navn. Han levede efter sigende på Kong Arthurs tid.[2][3]
- Diana, romersk jagtgudinde.[2]
- Orion, græsk sagnhelt.[2]